# Sofie Bredgaard
Sofie Bredgaard (Fredriksværk, 18 januari 2002) is een voetbalspeelster uit Denemarken. Ze speelt als middenvelder voor ACF Fiorentina in de Serie A.

## Clubcarrière
Sofie Bredgaard speelde in de jeugd voor Boldklubben 1893 waarvoor ze in het eerste elftal tot zeven wedstrijden kwam. In 2020 maakte Bredgaard de overstap naar Linköpings FC waarvoor ze tot 32 wedstrijden kwam.
Op 31 maart 2022 besloot Bredgaard naar FC Rosengård te vertrekken. Met FC Rosengård werd Bredgaard aan het einde van het seizoen 2022 kampioen van de Damallsvenskan. In het seizoen 2022-2023 speelde Bredgaard met FC Rosengård in de Champions League.
Op 30 juni 2024 maakte FC Rosengård bekend dat Bredgaard de club ging verlaten. Ze kon daarmee een nieuwe uitdaging aangaan bij het Italiaanse ACF Fiorentina. Bredgaard tekende een contract in Florence tot medio 2027.

## Statistieken
| Seizoen   | Club             | Land       | Competitie      | Wedstrijden | Doelpunten |
| --------- | ---------------- | ---------- | --------------- | ----------- | ---------- |
| 2018-2019 | Boldklubben 1893 | Denemarken | Elitedivisionen | 7           | 1          |
| 2020      | Linköpings FC    | Zweden     | Damallsvenskan  | 13          | 0          |
| 2021      | Linköpings FC    | Zweden     | Damallsvenskan  | 18          | 2          |
| 2022      | Linköpings FC    | Zweden     | Damallsvenskan  | 1           | 0          |
| 2022      | FC Rosengård     | Zweden     | Damallsvenskan  | 24          | 7          |
| 2023      | FC Rosengård     | Zweden     | Damallsvenskan  | 25          | 8          |
| 2024      | FC Rosengård     | Zweden     | Damallsvenskan  | 13          | 7          |
| 2024/25   | ACF Fiorentina   | Italië     | Serie A         | 0           | 0          |
| Totaal    | Totaal           | Totaal     | Totaal          | 101         | 25         |

Laatste update: 24 juli 2024

## Interlandcarrière
Sofie Bredgaard werd in 2022 voor het eerst opgeroepen voor het Deens nationaal voetbalelftal. Op 12 april 2022 maakte Bredgaard haar debuut voor Denemarken in de WK-kwalificatiewedstrijd tegen Azerbeidzjan. In de 77ste minuut mocht Bredgaard invallen voor Sofie Svava.
Sofie Bredgaard werd geselecteerd voor het EK 2022 waarin ze inviel in het groepsduel tegen Finland. Denemarken werd in dit toernooi in de groepsfase uitgeschakeld.